# Yémi Apithy
 (avril 2024).
Si vous disposez d'ouvrages ou d'articles de référence ou si vous connaissez des sites web de qualité traitant du thème abordé ici, merci de compléter l'article en donnant les références utiles à sa vérifiabilité et en les liant à la section « Notes et références ».
Pour les articles homonymes, voir Apithy.
Yémi Geoffrey Apithy, né le 5 avril 1989, est un escrimeur franco-béninois. Il est le frère de Boladé Apithy, avec lequel il s'entraîne au cercle d'escrime de Dijon.

## Carrière

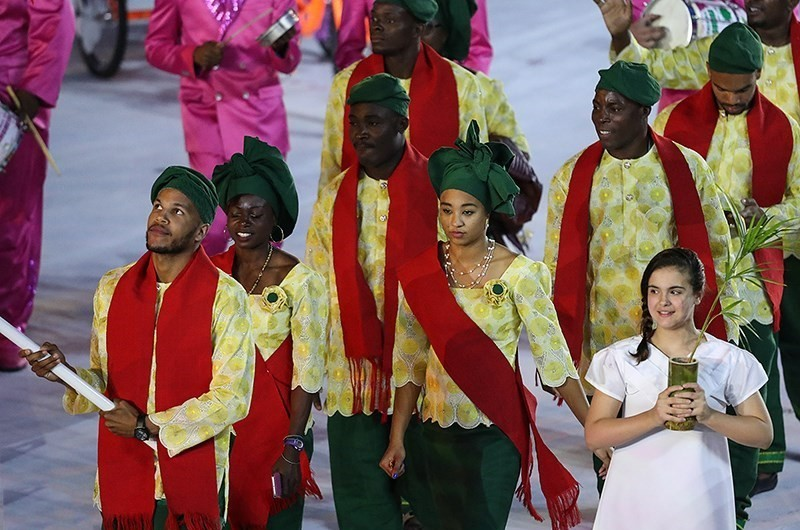
La délégation béninoise aux Jeux olympiques d'été de 2016

Yémi Apithy a la double nationalité française et béninoise. Il a choisi de représenter le Bénin en compétition, tandis que son frère Boladé a choisi la France, dont il est membre de l'équipe nationale. Yémi participe peu aux tournois de coupe du monde d'escrime, contrairement à son frère, se concentrant uniquement sur les championnats d'Afrique et du monde. Il est double médaillé d'argent aux championnats d'Afrique, en 2014 et 2015.
Il obtient en 2016 une qualification olympique. Il est le porte-drapeau de la délégation béninoise lors de la cérémonie d'ouverture. Sa carrière sportive s'arrête au terme de ces Jeux.

## Palmarès
- Championnats d'Afrique d'escrime
  -  Médaille d'argent aux championnats d'Afrique 2015 au Caire
  -  Médaille d'argent aux championnats d'Afrique 2014 au Caire

## Classement en fin de saison
| Année | 2011 | 2012 | 2013 | 2014 | 2015 | 2016 |
| ----- | ---- | ---- | ---- | ---- | ---- | ---- |
| Rang  | 165  | 57   | 180  | 40   | 34   | 41   |